# Челле-Лігуре
Челле-Лігуре, Челле-Ліґуре (італ. Celle Ligure, ліг. Çelle) — муніципалітет в Італії, у регіоні Лігурія, провінція Савона.
Челле-Лігуре розташоване на відстані близько 420 км на північний захід від Рима, 32 км на захід від Генуї, 8 км на північний схід від Савони.

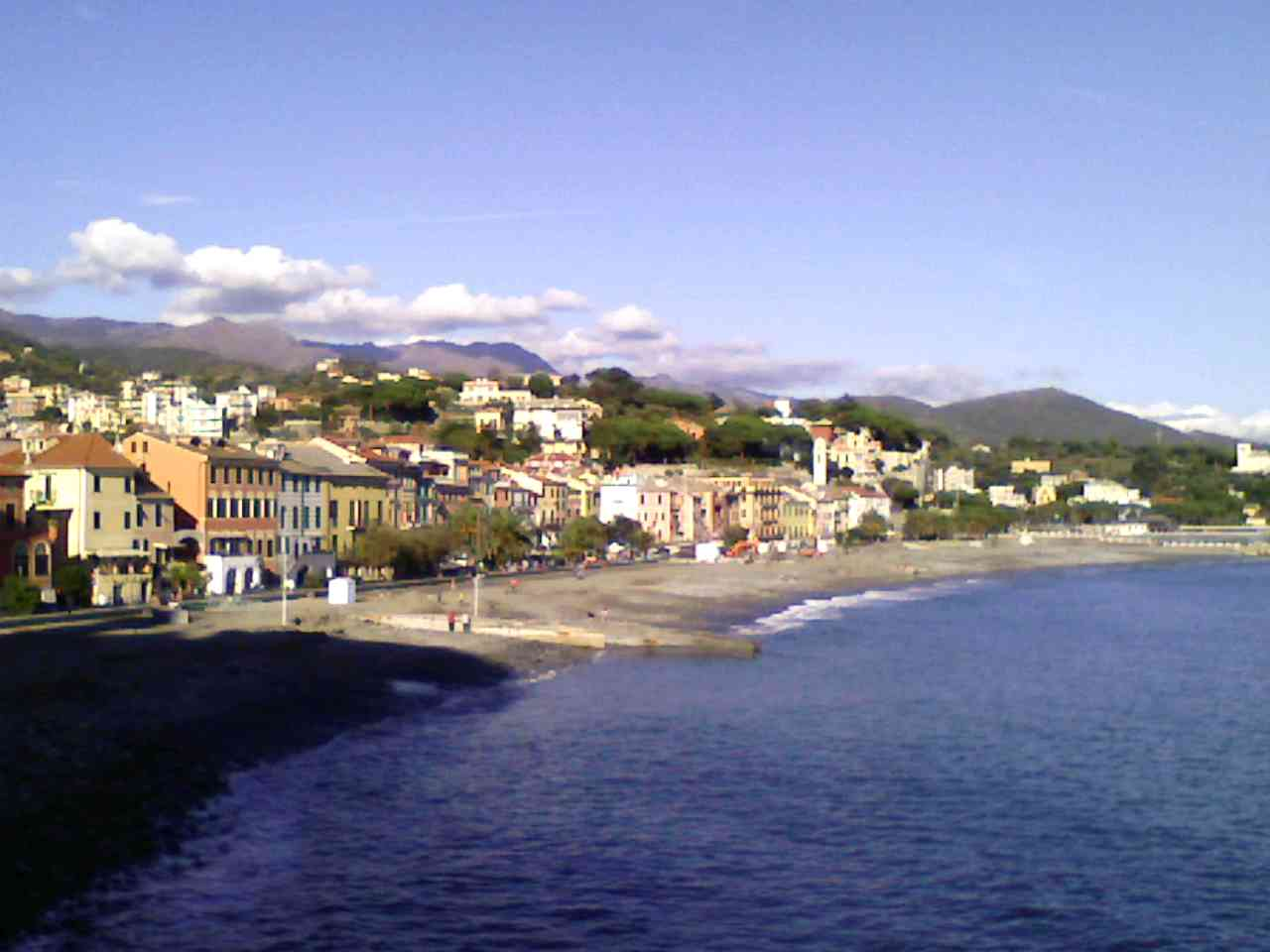

Населення — 5259 осіб (2014).

## Демографія
Населення за роками:

Станом на 1 січня 2023 року в муніципалітеті офіційно проживало 199 іноземців з 41 країни, серед них 50 громадян країн Євросоюзу та 16 громадян України.

## Сусідні муніципалітети
- Альбізола-Суперіоре
- Стелла
- Варацце